# Rotkreuz-Museum vogelsang ip
Das Rotkreuz Museum vogelsang ip im Kameradschaftshaus 10 der ehemaligen NS-Ordensburg Vogelsang gehört zu den größten Museen des Roten Kreuzes in Europa. Auf 600 m² Nutz- und 550 m² Ausstellungsfläche über zwei Etagen wird ein Überblick über die weltweite humanitäre Hilfe des Roten Kreuzes gegeben.

## Geschichte

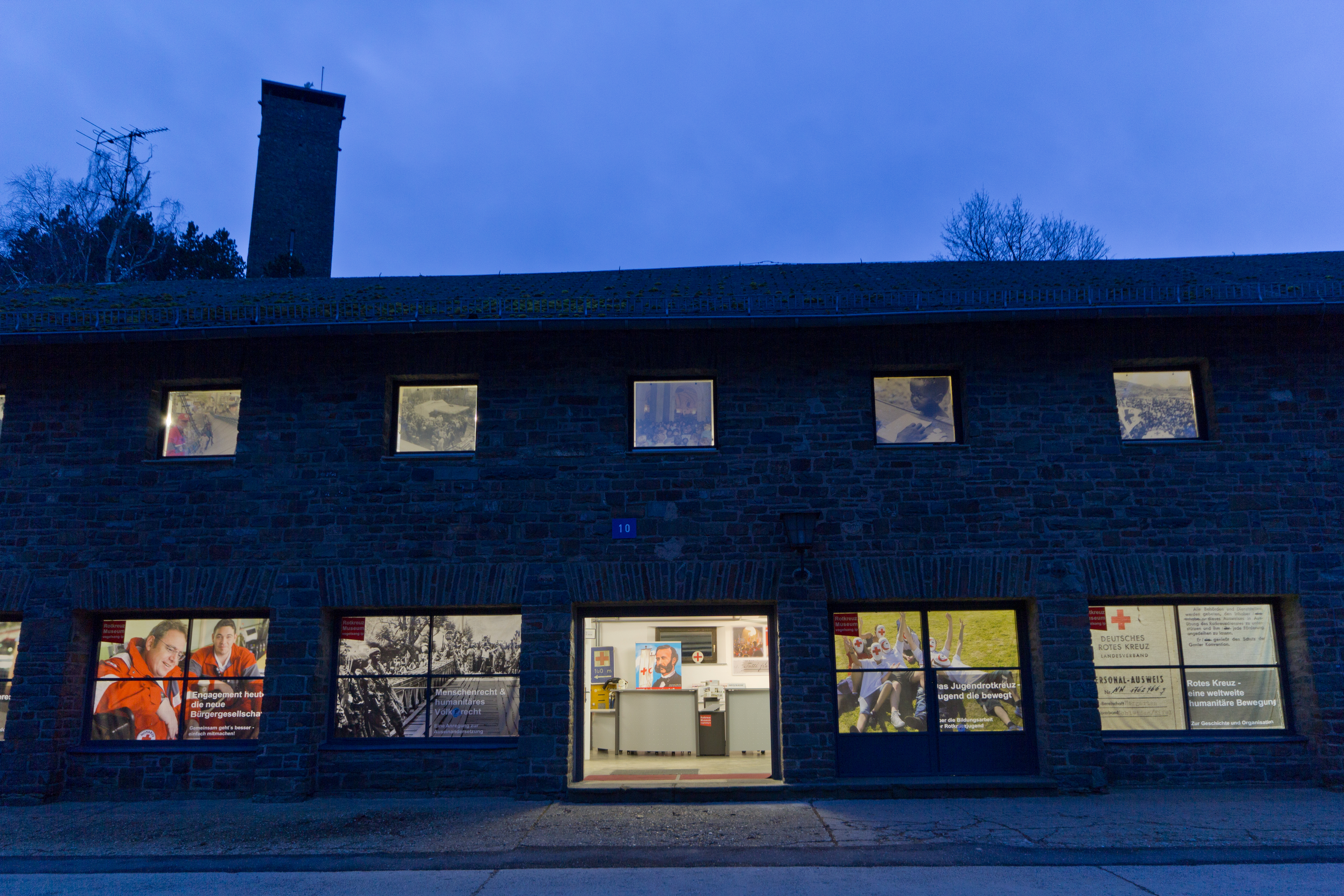
Ein Foto des Rotkreuz-Museums vogelsang ip bei Nacht

Wesentliche Teile der heute sichtbaren, über 100 Fußballfelder großen Anlage wurden 1934 von den Nationalsozialisten als NS-Ordensburg Vogelsang mit dem Ziel errichtet, hier ausgewählte Parteifunktionäre zu schulen.
Ab 1946 bis Dezember 2005 war sie das Zentrum (Camp) eines zunächst britischen, dann belgischen Truppenübungsplatzes.
Heute ist das Gelände ein vielseitig genutzter Ort im Nationalpark Eifel, der wegen Natur, Kultur, Geschichte und Bildung zahlreiche Besucher zählt.

### vogelsang ip und das „Kameradschaftshaus 10“
Mit dem Übergang des belgischen Truppenübungsplatzes Camp Vogelsang in eine zivile Nutzung begann im Jahr 2006 nach 60 Jahren der militärischen Nutzung eine neue Epoche:
Der Truppenübungsplatz wurde als Teil des Nationalparks Eifel der Natur übergeben, während das Camp, der bebaute Bereich der ehemaligen NS-Ordensburg bzw. der Kasernenanlage, nun der Information, der Erholung und dem vielfältigen Lernen dient.
Dabei ist die Nutzung des „Kameradschaftshauses 10“ als Ort der Auseinandersetzung mit den Menschenrechten und mit dem humanitären Völkerrecht ein wesentlicher Beitrag.
In der ehemaligen Unterkunft der „NS-Ordensjunker“ sowie in der über 50-jährigen Nutzung als Mannschaftsunterkunft nebst Kantine für die übenden Soldaten der Nachkriegsepoche erhalten nun Besucher einen Überblick über die internationale humanitäre Arbeit der weltgrößten humanitären Organisation, dem Roten Kreuz.
Das ehrenamtlich betriebene Rotkreuz-Museum ist ein integrierter Bestandteil der Bildungslandschaft, die seit 2006 auf dem Gelände von vogelsang ip entsteht.

## Ausstellungen

### Dauerausstellungen

#### Menschenrecht & humanitäres Völkerrecht

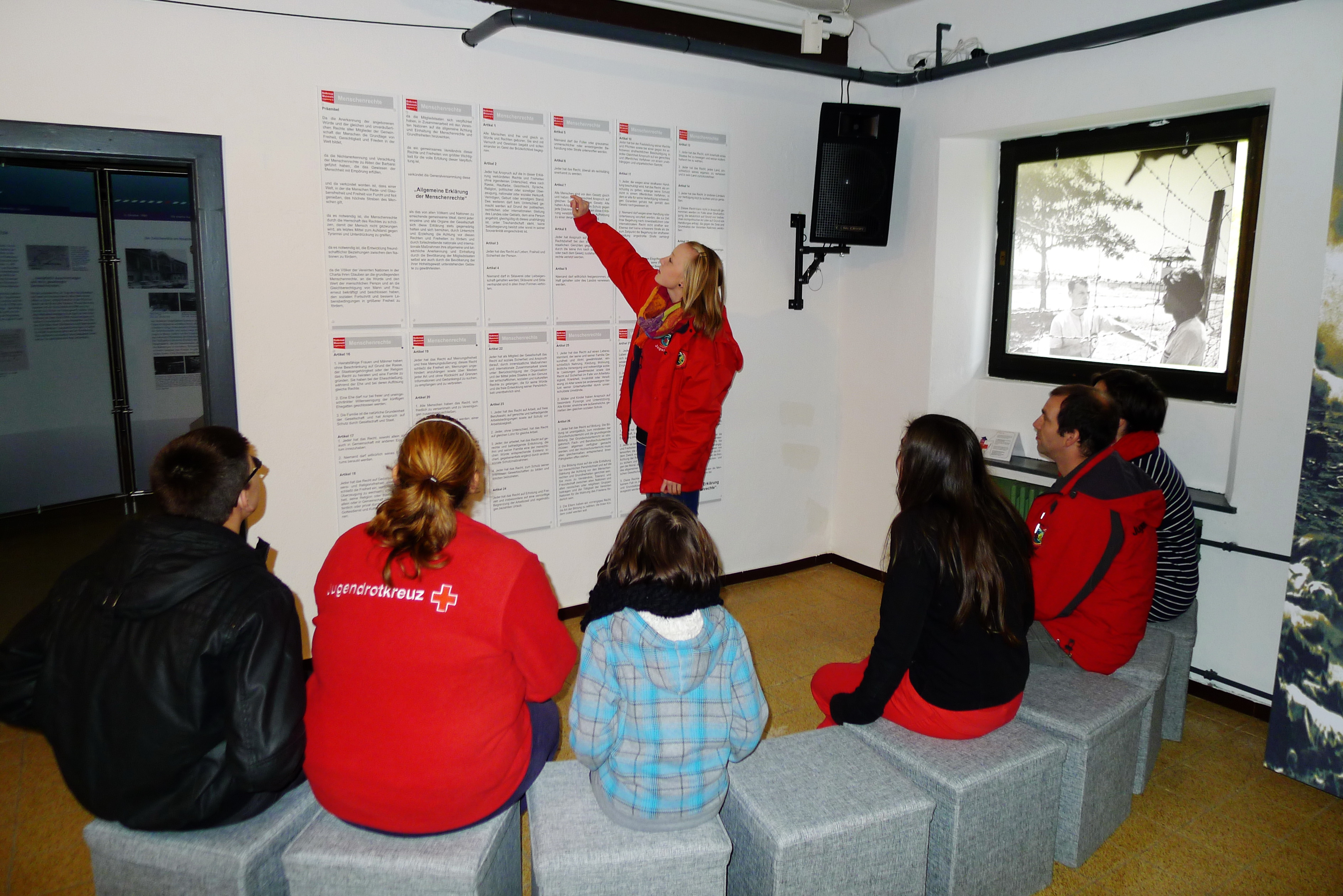
Präsentation der Menschenrechtstafeln

Der Fokus der Ausstellungen liegt auf dem humanitären Völker- und Menschenrecht, der Geschichte und der internationalen humanitären Arbeit der Rotkreuzbewegung.
Der Besucher erhält die Gelegenheit, sich mit dem Menschenrecht, dem humanitären Völkerrecht, den Genfer Konventionen und der Rolle des Roten Kreuzes bei der Entwicklung und Umsetzung der Schriften auseinanderzusetzen. In großen Schwarz-Weiß-Bildern werden vergangene und aktuelle Verletzungen der Rechte aller Menschen gezeigt. Auf anschaulichen Wandtafeln gibt es die Menschenrechte wie auch die Genfer Konventionen zu lesen.

#### Rotes Kreuz – eine weltweite humanitäre Bewegung

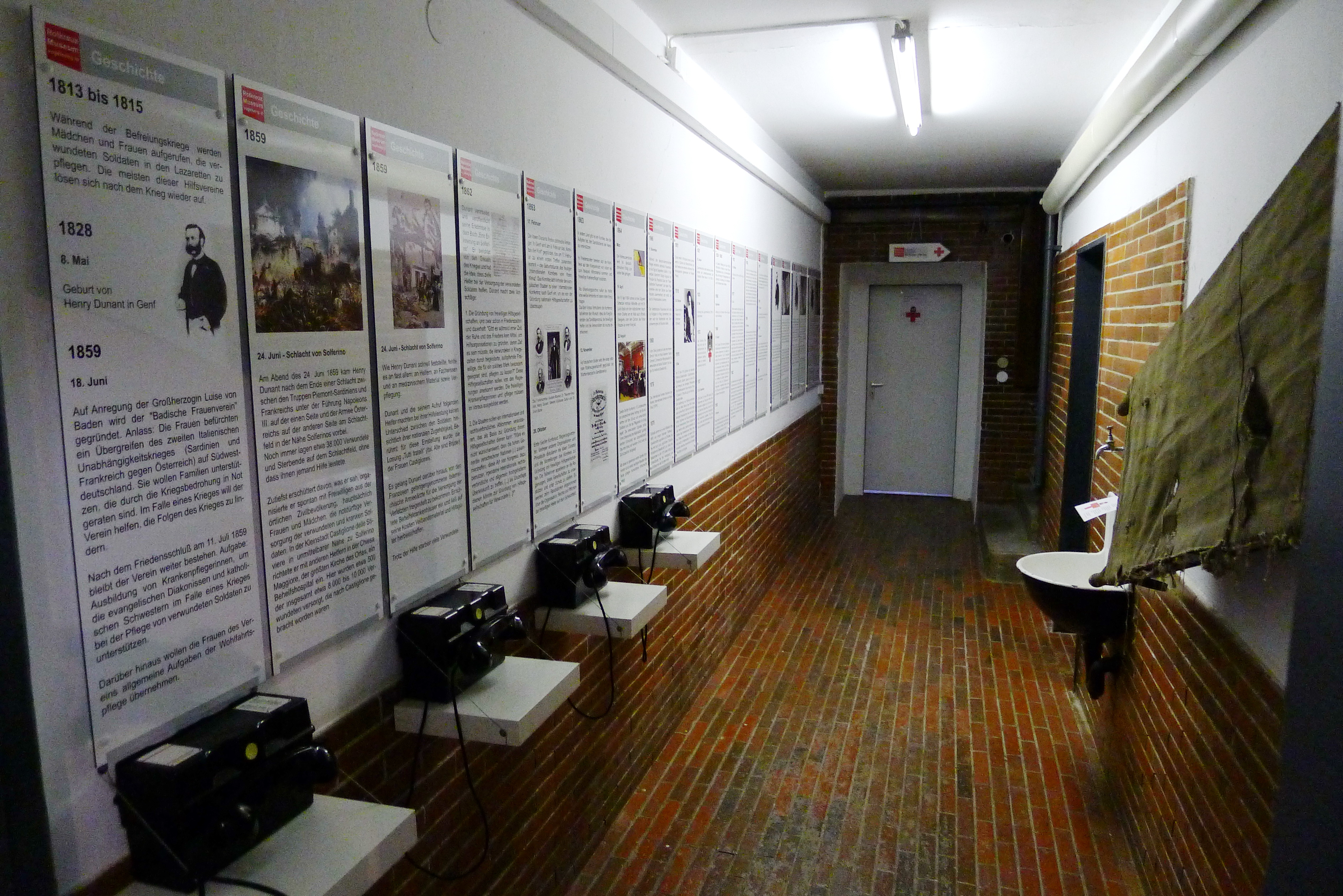
Die Geschichte der Rotkreuz Bewegung

1859 wurde der Geschäftsmann Henry Dunant nach der Schlacht von Solferino zwischen der Armee Österreichs sowie den Truppen Piemont-Sardiniens und Frankreichs Zeuge der grausamen Kriegsfolgen.
Tief erschüttert über die fast 40.000 Verwundeten und Sterbenden auf dem Schlachtfeld organisierte er gemeinsam mit den Dorfbewohnern zivile Hilfe. Nach diesem bewegenden Ereignis wurde im Jahr 1863 in Genf das „Internationale Komitee der Hilfsgesellschaften für die Verwundetenpflege“ gegründet und ein Jahr später die erste Genfer Konvention unterzeichnet. Dies war der Beginn der heutigen weltweiten Rotkreuz- und Rothalbmondbewegung.
In der Ausstellung werden den Besuchern vielfältige Exponate aus der Rotkreuzarbeit gezeigt und deren Funktion auf Wandtafeln erläutert. Die Bilder und Exponate veranschaulichen unterschiedlichste Arbeitsbereiche, von einem Feldoperationsbereich bis hin zu Einsatzfahrzeugen der Bergwacht.

#### Das Jugendrotkreuz – Jugend die bewegt

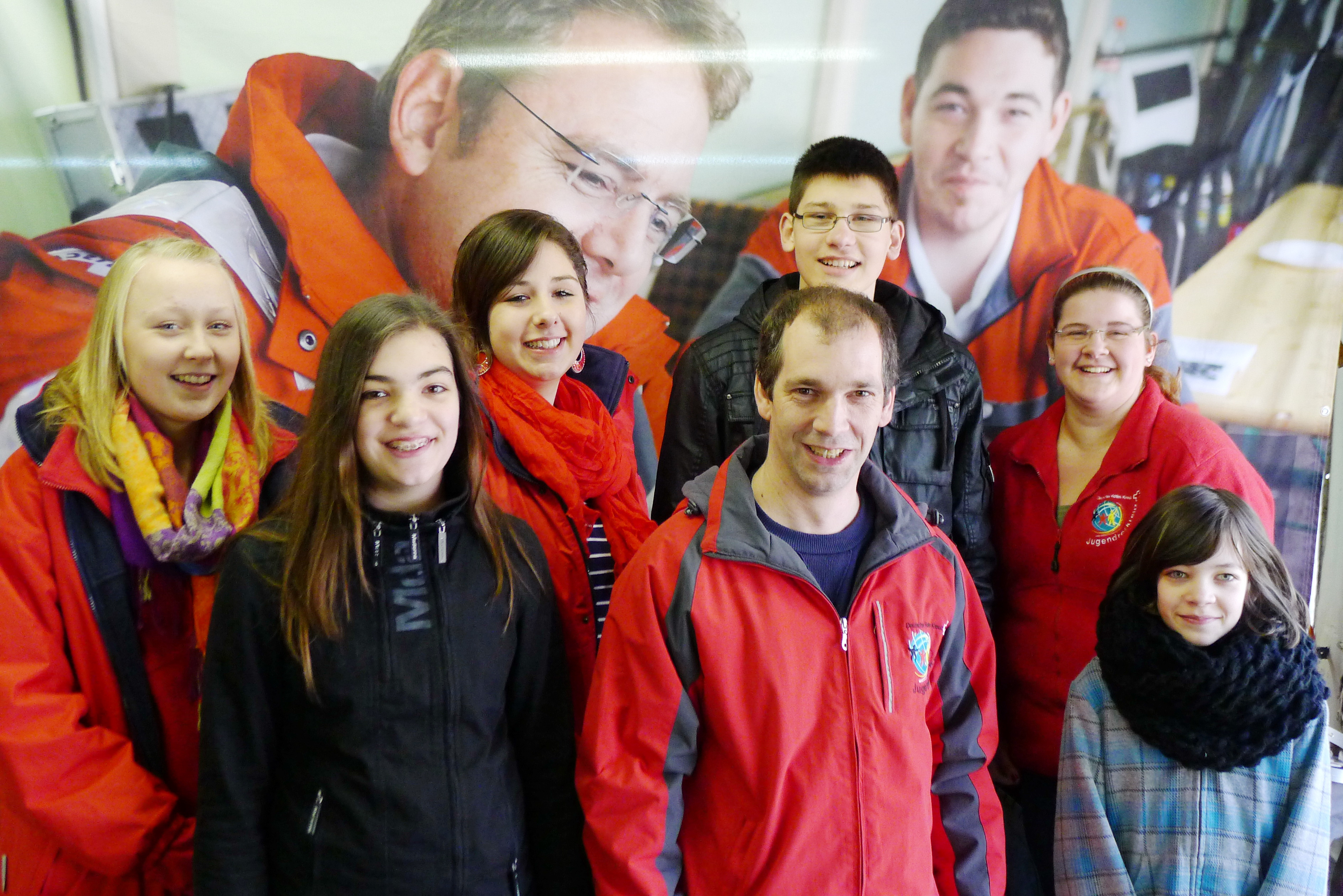
Jugendliche Besucher

Über 113.000 junge Mitglieder engagieren sich im Deutschen Jugendrotkreuz (JRK) für Gesundheit, Umwelt, Frieden und internationale Verständigung. Seit den 1990er Jahren führt das Jugendrotkreuz Kampagnen zu Themen für Jugendliche durch, beispielsweise zu Zukunftschancen von Jugendlichen oder Kinderarmut in Deutschland. Die Bildungsangebote umfassen die Themenfelder Erste Hilfe, Schulsanitätsdienst, Gesundheitsförderung, humanitäres Völkerrecht und Sozialengagement.
In der Ausstellung erfahren die Besucher vieles über die engagierte soziale Arbeit im Jugendrotkreuz wie Hilfsprojekte für Betroffene in Krisenregionen, soziale Initiativen und Kampagnen, Streitschlichtung oder Schulsanitätsdienst.

#### Vom Helfen und von Helfern
Das Rotkreuz Museum vogelsang ip zeigt in dieser Ausstellung typische Rotkreuz Lebensläufe.
Diese Zeitzeugen haben sich oft schon in jungen Jahren ehrenamtlich und freiwillig engagiert und für ihre Mitbürger eingesetzt.
Dabei wird deutlich, dass die im Ehrenamt gewonnenen Fertigkeiten und Qualifikationen das spätere Leben wesentlich prägen.

### Sonderausstellungen

#### Umweg Prag 1989
Ein besonderer Bestandteil ist die Sonderausstellung „Umweg Prag - Die Prager Botschaftsflüchtlinge im Herbst ´89 in der Bundesdeutschen Botschaft in Prag“ des Deutsch-Deutschen Museums Mödlareuth.
Sie veranschaulicht die Geschichte vom Anfang des Endes der deutschen Teilung und des Eisernen Vorhangs in Europa.
In mehreren Wellen hatten 1989 bis zu 10 000 DDR-Bürger gleichzeitig auf dem Gelände der Bonner Botschaft in Prag bis zur Ausreisegenehmigung des damaligen ostdeutschen Regimes Zuflucht gefunden – und waren dort unter schwersten logistischen Rahmenbedingungen unter anderem von den Euskirchener Rotkreuzlern Angelika und Herbert Schmitz versorgt worden.
Das Tagebuch von Angelika Schmitz über ihren damaligen Rotkreuz-Verpflegungseinsatz auf dem Gelände der Botschaft dient als wichtige Quelle für diese Präsentation. Fünf Medienstationen informieren über die Schicksale von zwölf Familien und Anschauungsmaterial aus der Zeit, als der Kalte Krieg in Europa zu Ende ging.

#### Kinder unserer Welt
Kinder sind oft auch am meisten betroffen von den Katastrophen und Kriegen. Die Fotodokumentation „Kinder unserer Welt“ zeigt beeindruckende und bedrückende Aufnahmen von Rotkreuzhelfern aus aller Welt.

#### Engagement heute – die neue Bürgergesellschaft

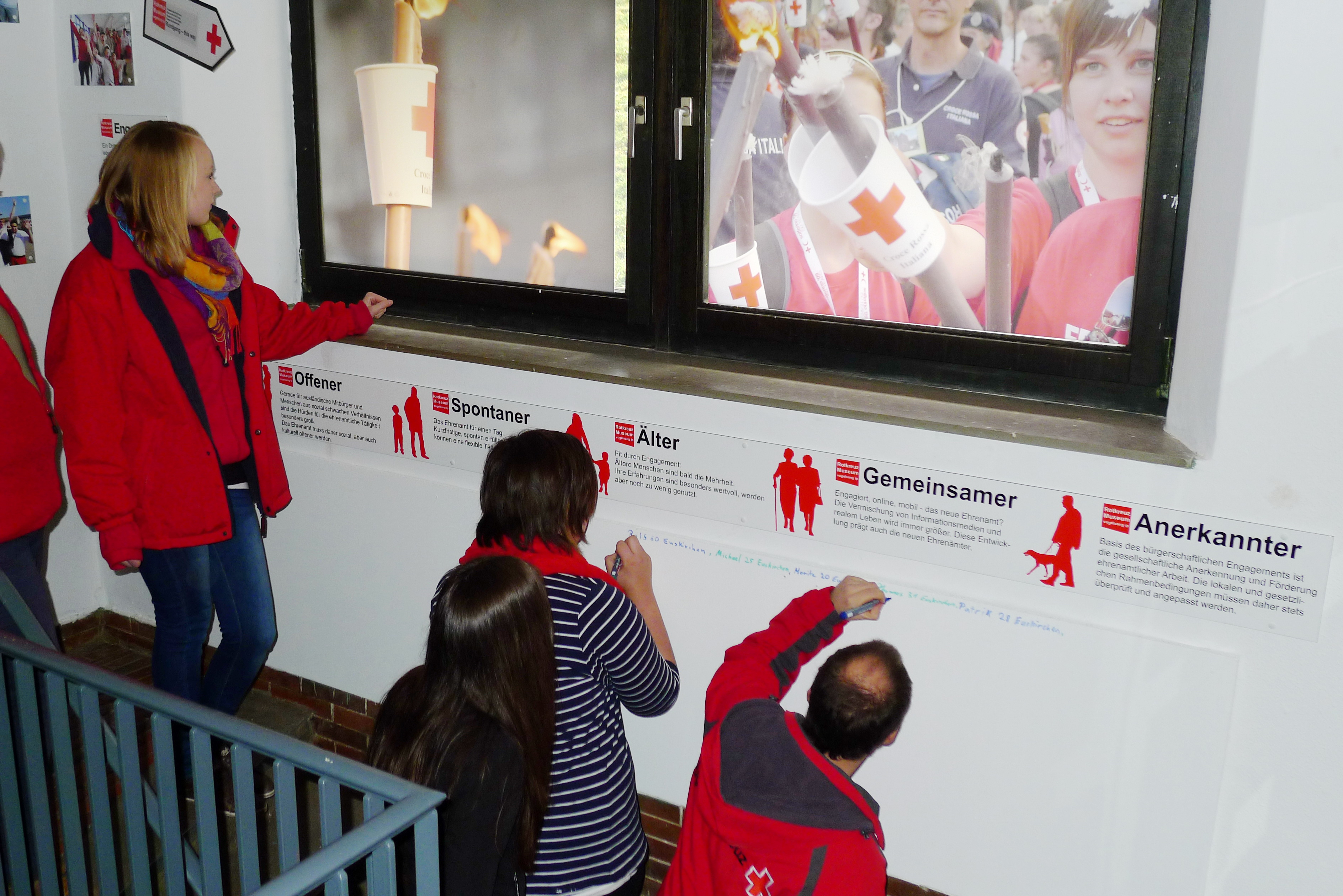
Engagement heute – die neue Bürgergesellschaft

Ein Drittel der in Deutschland lebenden Bürger und Bürgerinnen engagiert sich in Vereinen, Kirchen, Glaubensgemeinschaften und Organisationen der Zivilgesellschaft.
Diese Ausstellung zeigt die Vision des Roten Kreuzes zur Zukunft des bürgerschaftlichen Engagements und die alltäglichen Wünsche und Probleme der Ehrenamtlichen zwischen sozialem Einsatz, Beruf und Familie oder Partnerschaft.